# Bitwa o Ostrołękę
Bitwa pod Ostrołęką – bitwa stoczona przez I batalion Pułku Morskiego i pododdziały 108 pułku ułanów Wojska Polskiego z 18 Dywizją Strzelców Armii Czerwonej w dniach 2–6 sierpnia 1920 roku, podczas wojny polsko-bolszewickiej.

## Walki
4 lipca 1920 ruszyła ofensywa Frontu Zachodniego Michaiła Tuchaczewskiego. Ofensywę wojska polskie próbowały zatrzymać na linii Niemna, a gdy się to nie udało – na linii: Bugu i Narwi. 29 lipca rozpoczęła się bitwa o utrzymanie tych rzek.
Sowiecka 4 Armia nacierała razem z 3 Korpusem Kawaleryjskim (KK) Gaja z Grodna wzdłuż granicy z Prusami w kierunku na Osowiec, Łomżę, Ostrołękę. Naprzeciw wojskom sowieckim stanęła Grupa Nadnarwiańska w sile ok. 4 tys. żołnierzy pod dowództwem gen. Jana Wroczyńskiego (następnie gen. Bolesława Roji), której zadaniem było niedopuszczenie do oskrzydlenia frontu od północy, a w szczególności obrona Łomży i Ostrołęki.
Do obrony Łomży i Ostrołęki była zorganizowana Grupa Ostrołęcka. 2 sierpnia Rosjanie zaatakowali Łomżę z trzech stron, od wschodu i południa atakowały 35 i 36 BS, od zachodu 10 Dywizja Kawalerii (DK) z 3 KK. Bataliony 101 pułku piechoty kontratakowały na bagnety wypierając Rosjan za Narew. Napór sowiecki zmusił wieczorem obrońców Łomży do opuszczenia miasta i wycofania się do Śniadowa. 10 Dywizja Kawalerii zaatakowała 1 sierpnia i zdobyła Nowogród broniony przez 108 pułk ułanów (pułk stracił 14 zabitych i rannych). Klęska oddziału polskiego pod Nowogrodem miała znaczenie taktyczne, ponieważ w Nowogrodzie zagon Gaja przekroczył Narew i wyszedł na tyły polskiej 1 Armii, walczącej w rejonie Zambrowa i odciął drogę odwrotu na Ostrów – Warszawę. Oddział sowieckiej kawalerii przekroczył Narew pod Drozdowem, skierował się na Śniadowo, gdzie rozbił polską obronę 2 batalion 4 Pułku Pomorskiego. 2 sierpnia na batalion uderzyła 2 Brygada Strzelców z 15 DK prowadząca zagon na Małkinię. W batalionie z 500 żołnierzy pozostało 170 i zostali oni wycofani do Modlina, do macierzystego pułku. W tej sytuacji gen. Roja wysłał z okolic Ostrołęki grupę mjra Ferek-Błeszyńskiego na odsiecz Łomży. Kontrakcja załamała się i Ferek-Błeszyński wycofał się do Ostrołęki. Na Ostrołękę 3 KK uderzył 3 sierpnia, lecz w noc na 4 sierpnia został zawrócony. 4 sierpnia 4 Armia opanowała Kolno. Ponowiono ataki na Ostrołękę. Ostrzeliwano ją artylerią.
Miasta bronił I batalion Pułku Morskiego, dowodzony przez kpt. mar. A. Wąsowicza. Zorganizował obronę wzdłuż szosy prowadzącej do Ostrołęki, dając czas na obsadzenie obrony przez 4 pułk pomorski. 5 sierpnia trwały walki pod Myszyńcem, w okolicach Czerwina i Ostrowi, między Ostrołęką i Bugiem. 6 sierpnia I batalion Pułku Morskiego, zgodnie z rozkazem opuścił Susk i Nową Wieś i zajął obronę na wschód od wsi Ławy, w tym dworzec kolejowy w Rzekuniu, z zadaniem powstrzymania natarcia na Ostrołękę. Na batalion nacierała 18 DS z 4 Armii. Wobec przewagi batalion musiał opuścić Rzekuń wycofując się do Ostrołęki. 6/7 sierpnia Grupa gen. Roji broniąca Ostrołęki, zagrożona okrążeniem przez kawalerię, wycofała się z rejonu miasta odchodząc na Różan.

## Bilans walk
Łącznie w walkach o Ostrołękę, Rzekuń, Nową Wieś, Susk, Zabiele, Teodorowo, Laskowiec, Przytuły zginęło 53 marynarzy z I batalionu Pułku Morskiego. Ciała pochowano na polu walki. Po zakończeniu wojny ciała ekshumowano i pochowano na cmentarzu parafialnym w Rzekuniu. Obok marynarzy pochowano ciała 18 ułanów poległych pod Zabielem. Poległym marynarzom (oddzielnie) i ułanom (oddzielnie) postawiono w 1928 r. pomniki.
Bitwa nad Bugiem i Narwią miała znaczenie strategiczne. Zatrzymała pochód sowiecki ku Warszawie (od 29 VII – 8 VIII). Zapewniło to Naczelnemu Dowództwu WP możliwość przegrupowania sił, stworzenie odwodów, a następnie wykonania kontruderzenia znad Wieprza.
Walki pod Ostrołęką upamiętniono na jednej z tablic na Grobie Nieznanego Żołnierza w Warszawie napisem „OSTROŁĘKA 5 VIII 1920”